# Calycomyza malvae
Calycomyza malvae is een vliegensoort uit de familie van de mineervliegen (Agromyzidae). De wetenschappelijke naam van de soort werd voor het eerst geldig gepubliceerd in 1880 door Edward Burgess.